# جوزو ستانيتش
جوزو ستانيتش (بالألمانية: Jozo Stanić)‏ هو لاعب كرة قدم ألماني في مركز قلب الدفاع، ولد في 6 أبريل 1999 في آوغسبورغ في ألمانيا. لعب مع نادي آوغسبورغ.

## وصلات خارجية
- جوزو ستانيتش على موقع الاتحاد الأوربي (الإنجليزية)
- جوزو ستانيتش على موقع اتحاد كرواتيا (الكرواتية)
- جوزو ستانيتش على موقع قاعدة بيانات كرة القدم.إي يو (الإنجليزية)
- جوزو ستانيتش على موقع Soccerway.com (الإنجليزية)
- جوزو ستانيتش على موقع عالم كرة القدم.نت (الإنجليزية)